# Брусы (Липецкая область)
Брусы — деревня Баловневского сельсовета Данковского района Липецкой области.

## Название
Название связано с добывавшимся здесь камнем, из которого делался точильный брус.

## История
Селение здесь было ещё в XVI в. Потом это место было заброшено, и стало считаться пустошью. В документах 1677 г. упоминается пустошь Брусы, которая вскоре заселяется вторично.

## Население
| 2010 |
| ---- |
| 1    |